# NXT Women’s North American Championship
NXT Women’s North American Championship – drugorzędny tytuł mistrzowski kobiet profesjonalnego wrestlingu stworzony i promowany przez federację WWE oraz broniony przez zawodniczki należące do brandu NXT. Jest to jeden z trzech drugorzędnych tytułów mistrzowskich kobiet wraz z WWE Women’s United States Championship i WWE Women’s Intercontinental Championship. Inauguracyjną mistrzynią była Kelani Jordan.

## Historia tytułu
Na Stand & Deliver 6 kwietnia 2024 roku, Generalna Menadżerka NXT Ava ogłosiła NXT Women’s North American Championship, kobiecy odpowiednik NXT North American Championship. W drugim tygodniu Spring Breakin’ Ava ogłosiła, że inauguracyjna mistrzyni zostanie ukoronowana na Battleground w sześcioosobowym ladder matchu, przy czym uczestniczki zostaną wyłonione w wyniku walk kwalifikacyjnych, a uczestnicy tych kwalifikacji będą pochodzić z wyników Kombinatu Kobiet NXT. Kombinat ocenił szybkość, moc, siłę i kondycję zawodniczek, a 12 najlepszych przeszło do kwalifikacji. W pierwszej 12-tce z kombinatu znalazły się Sol Ruca, Thea Hail, Jaida Parker, Brinley Reece, Michin ze SmackDown, Fallon Henley, Lash Legend, Ivy Nile z Raw, Izzi Dame, Kelani Jordan, Tatum Paxley i Wren Sinclair. Jordan, Ruca, Legend, Henley, Parker i Michin awansowały do ladder matchu, który Jordan wygrała i została inauguracyjną NXT Women’s North American Championką.

## Wygląd pasa mistrzowskiego
Pas mistrzowski jest prawie identyczny ze swoim męskim odpowiednikiem, aczkolwiek ma mniejszy biały pasek i ma czerwone tło w przeciwieństwie do czarnego, a także zawiera mały baner z napisem „Women’s” tuż nad banerem „North American” na płycie głównej. Podobnie jak wszystkie inne pasy mistrzowskie WWE, dwie boczne płyty mają zdejmowaną część środkową, na której można umieścić logo mistrza; domyślne płyty boczne mają poziome logo NXT.

## Panowania
Na stan z 25 kwietnia 2025, były 4 panowania wśród 4 różnych mistrzów oraz 1 wakat. Kelani Jordan była pierwszą mistrzynią. Jordan jest także najdłużej panującą mistrzynią z wynikiem 140 dni oraz jest najmłodszą mistrzynią, gdyż zdobyła tytuł w wieku 25 lat. Stephanie Vaquer zaś jest najkrócej panującą drużyną z wynikiem 45 dni oraz jest najstarszą mistrzynią, gdyż zdobyła tytuł w wieku 31 lat.
Obecną mistrzynią jest Sol Ruca, która jest w swoim pierwszym panowaniu. Pokonała Zarię, Kelani Jordan, Izzi Dame, Lolę Vice i Theę Hail w Ladder matchu o zwakowany tytuł na Stand & Deliver, 19 kwietnia 2025.
| Nr        | Ogólny numer panowania                                                     |
| Panowanie | Liczba panowań konkretnego mistrza                                         |
| Dni       | Liczba dni panowania                                                       |
| Dni roz.  | Dni panowania, które są uznawane przez federację na jej oficjalnej stronie |
| +         | Oznacza, że liczba dni w posiadaniu wzrasta z kolejnym dniem               |

| Nr | Mistrzyni        | Zmiana mistrza            | Zmiana mistrza  | Zmiana mistrza   | Statystyki panowania | Statystyki panowania | Statystyki panowania | Notka | Odn.   |
| Nr | Mistrzyni        | Data                      | Gala            | Miejsce          | Panowanie            | Dni                  | Dni roz.             | Notka | Odn.   |
| -- | ---------------- | ------------------------- | --------------- | ---------------- | -------------------- | -------------------- | -------------------- | --- | ------ |
| 1  | Kelani Jordan    | 9 czerwca 2024(dts)       | Battleground    | Enterprise, NV   | 1                    | 140                  | 140                  | Pokonała Sol Rucę, Lash Legend, Fallon Henley, Jaidę Parker i Michin w Ladder matchu stając się inauguracyjną mistrzynią.                                      | [ 5 ]  |
| 2  | Fallon Henley    | 27 października 2024(dts) | Halloween Havoc | Hershey, PA      | 1                    | 111                  | 110                  | Był to Spin the Wheel, Make the Deal: Spinner’s Choice Gauntlet match, w którym wystąpiły również koleżanki z Fatal Influence Henley, Jazmyn Nyx i Jacy Jayne. | [ 8 ]  |
| 3  | Stephanie Vaquer | 15 lutego 2025(dts)       | Vengeance Day   | Waszyngton, D.C. | 1                    | 45                   | 45                   | | [ 9 ]  |
| —  | Wakat            | 1 kwietnia 2025(dts)      | NXT             | Orlando, FL      | —                    | —                    | —                    | Na polecenie Generalnej Menedżerki NXT Avy, Stephanie Vaquer zrzekła się tytułu ze względu na posiadanie również NXT Women’s Championship.                     | [ 10 ] |
| 4  | Sol Ruca         | 19 kwietnia 2025(dts)     | Stand & Deliver | Paradise, NV     | 1                    | 6+                   | 6+                   | Był to Ladder match o zwakowany tytuł, w którym brały również udział Zaria, Kelani Jordan, Izzi Dame, Lola Vice i Thea Hail.                                   | [ 7 ]  |